# Лейб-гвардии Стрелковый артиллерийский дивизион
Гвардейский стрелковый артиллерийский дивизион — гвардейская артиллерийская часть (дивизион) Вооружённых Сил Российской империи.
Бригадный праздник: 5 (18) июля, обретение мощей Преподобного Сергия Радонежского. С 1916 года формирование развёрнуто в лейб-гвардии стрелковую артиллерийскую бригаду. В литературе встречается наименование артиллерийский стрелковый дивизион.

## История
- 17 января 1897 года — сформированы для Гвардейской стрелковой бригады 1-я и 2-я пешие лёгкие артиллерийские батареи[1][3].
- 1 января 1898 года — учреждён Гвардейский стрелковый артиллерийский дивизион в составе 1-й и 2-й батарей[3].
- 1910 году — сформирована 3-я батарея из 7-й батареи л.-гв. 3-й артиллерийской бригады[1][3].

В 1900 году Лейб-гвардии стрелковый артиллерийский дивизион принял участие в Китайской экспедиции.
- 6 марта 1913 года — Гвардейский стрелковый артиллерийский дивизион переименован в Лейб-гвардии Стрелковый артиллерийский дивизион.

21 января 1915 года — начато сформирование из личного состава лейб-гвардии 1-й, 2-й, 3-й артиллерийских бригад, лейб-гвардии стрелкового артиллерийского дивизиона и лейб-гвардии Мортирного артиллерийского дивизиона лейб-гвардии тяжелого артиллерийского дивизиона.
- 2 марта 1916 года — лейб-гвардии стрелковый артиллерийский дивизион развёрнут в лейб-гвардии Стрелковую артиллерийскую бригаду.
- 30 мая 1918 года — Бригада расформирована (приказ Комиссариата по военным делам Петроградской трудовой коммуны № 137 от 7 июня 1918 года).
- 1 января 1919 года — батарея Лейб-гвардии Стрелковой артиллерийской бригады воссоздана в составе Сводно-гвардейской артиллерийской бригады ВСЮР. 14 июля батарея развернута в дивизион.

## Состав
- Первая лёгкая батарея, старшинство с 17 января 1897 года[1];
- Вторая лёгкая батарея, старшинство с 17 января 1897 года[1];
- Третья лёгкая батарея (с 1 января 1898 года), старшинство имеет с 1 октября 1895 года[1].

## Командиры дивизиона и бригады
- 13.10.1898 — 20.07.1901 — полковник Нищенков, Аркадий Никанорович
- 03.10.1901 — 03.03.1904 — полковник Мусселиус, Андрей Робертович[4]
- 06.03.1904 — 30.11.1904 — полковник Лехович, Владимир Андреевич
- 30.11.1904 — 02.09.1907 — полковник Зедергольм, Владимир Альбертович[5][6]
- 05.09.1907 — 23.11.1909 — полковник Горбачевич, Александр Евстафьевич
- 23.11.1909 — 22.06.1912 — полковник Бурман, Андрей Владимирович
- 21.08.1912 — 17.03.1917 — полковник (с 1915 года генерал-майор) Селиверстов, Василий Петрович
- 17.03.1917 — 28.04.1917 — полковник (с 26 февраля 1917 года генерал-майор) Драке, Владимир Людвигович
- 28.07.1917 — хх.хх.хххх — командующий полковник Куликовский, Борис Дмитриевич

## Отличия

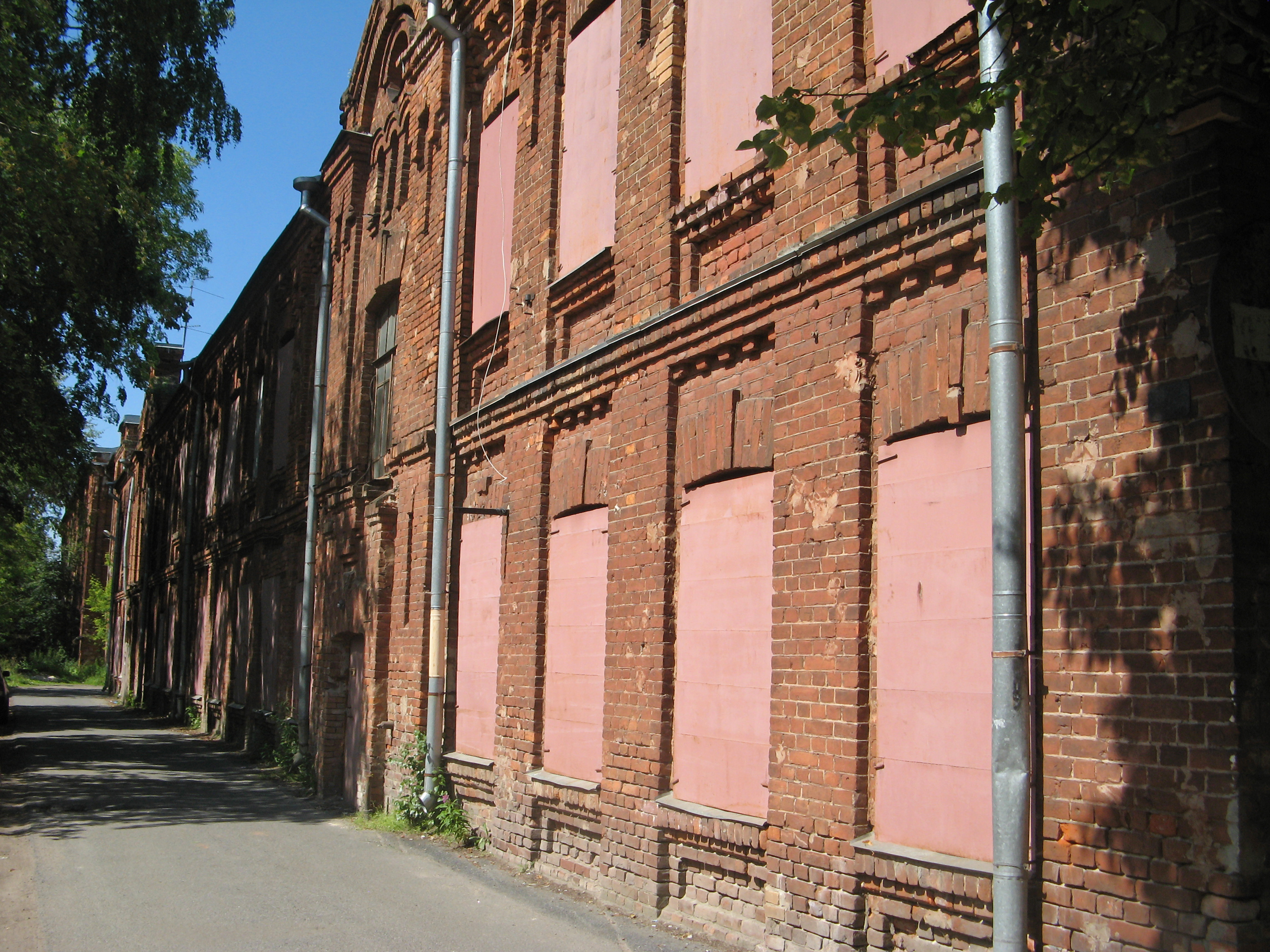
Казармы лейб-гвардейского Стрелкового артиллерийского дивизиона в Стрельне

- Знаки на головные уборы с надписью: «За отличие против китайцев в 1900 году». Пожалованы 19 февраля 1903 года. Выс. гр. от 16.04.1903 года.

## Казармы
- Казармы лейб-гвардейского Стрелкового артиллерийского дивизиона — Стрельна, Санкт-Петербургское шоссе, дома № 82А, 84А (сохранились).